# نبرد پالمیرا
نبرد پالمیرا نبردی است که در ۱ ژوئیه ۱۹۴۱، در ادامه نبردهای متفقین در سوریه خلال جنگ جهانی دوم روی داد. هدف از این نبرد آزادسازی سوریه و لبنان از تحت کنترل فرانسه ویشی هم‌پیمان با آلمان نازی بود. در این نبرد سواره نظام مکانیزه بریتانیا و سپاه عربی با نیروهای حامی فرانسه ویشی در ضلع شمال شرقی شهر پالمیرا به نبرد پرداختند که سر انجام نیروهای متفقین پیروز شدند و پادگان نظامی در این شهر تصرف کردند و ۶ افسر و ۶۰ سرباز را به اسارت گرفتند.